# Krușev Dol, Smolean
Krușev Dol (în bulgară Крушев Дол) este un sat în comuna Madan, regiunea Smolean,  Bulgaria. 

## Demografie
Componența etnică a satului Krușev Dol
     Bulgari (66,66%)
     Nicio identificare (33,33%)
     Altele (0%)
La recensământul din 2011, populația satului Krușev Dol era de 6 locuitori. Din punct de vedere etnic, majoritatea locuitorilor (66,66%) erau bulgari. Pentru 33,33% din locuitori nu este cunoscută apartenența etnică.